# Gocce d'acqua su pietre roventi
Gocce d'acqua su pietre roventi (Gouttes d'eau sur pierres brûlantes) è un film del 2000 scritto e diretto da François Ozon, tratto dalla pièce teatrale Tropfen auf heisse Steine di Rainer Werner Fassbinder, fino ad allora mai messa in scena.
Presentato in concorso al Festival internazionale del cinema di Berlino, ha vinto il Teddy Award al miglior lungometraggio con tematiche LGBT.

## Trama

### Atto primo
Il cinquantenne Léopold invita a casa sua l'amico ventenne Franz, appena conosciuto. Questo non è del tutto convinto della situazione, e della convivenza con l'uomo, ma accetta l'invito. I due iniziano così piano piano a conoscersi, e il giovane gli parla della sua fidanzata Anna, che non è sicuro di amare, anche perché inizia a stancarsi di copulare con lei, trovando maggior piacere nel leggere libri e nell'andare a teatro. Léopold gli chiede se ha mai provato ad andare a letto con un uomo, e questo gli risponde di no, anche se spiega che una volta aveva fatto uno strano sogno in cui un uomo entrava in casa sua con un impermeabile e aveva un rapporto sessuale con lui. Léopold gli risponde che lui era stato con una donna per ben sette anni, ma che trovava sempre maggiormente piacevole i rapporti sessuali con altri uomini; così i due iniziano a baciarsi e Léopold dice al suo giovane compagno di spogliarsi e mettersi a letto, mentre lui indossa un cappotto, pronto ad esaudire il suo sogno.

### Atto secondo
Sei mesi dopo, Franz vive a casa di Léopold, ma questo è in viaggio di lavoro e il primo aspetta impazientemente il suo ritorno. Quando questo avviene, si scopre che Franz è diventato molto passivo, mentre il suo amante ha aspetti da dominatore. Anche se Franz ha un po' paura di essere lasciato dal suo innamorato, fisicamente tra di loro i rapporti sono ancora ottimi; una notte, Léopold melanconicamente racconta a Franz di essere convinto di aver portato uno dei suoi clienti a suicidarsi. Franz, nel tentativo di consolarlo, seduce Léopold, ripetendo la scenetta della loro prima volta insieme, questa volta però a ruoli invertiti.

### Atto terzo
Franz e Léopold hanno ancora un rapporto sessuale, anche se lentamente la passionalità con cui questo avviene sta calando. Franz minaccia Léopold di andarsene, ma alla fine non lo fa mai. Ad un certo punto, quest'ultimo va di nuovo in viaggio di lavoro, ma Franz invece di essere impaziente come prima, diventa depresso e passa intere ore a piangere. Un giorno Anna, la sua vecchia fidanzata, viene a trovarlo, e lo trova proprio piangente. Lei gli racconta di amarlo ancora; così i due finiscono col baciarsi e ripetere nuovamente la scena del cappotto.

### Atto quarto
Dopo due giorni di fila passati a fare l'amore insieme a Franz, Anna riesce a convincerlo di andarsene a vivere con lei, fantasticando sui loro futuri figli, nonostante Franz sia ancora in fondo innamorato di Léopold. Questo ritorna in anticipo dagli impegni lavorativi e trova i due nella sua casa; quando viene a sapere del loro progetto, si mette a ridere, e chiede a Franz di preparare del caffè. Intanto, la vecchia amante di Léopold, Vera, arriva a casa, e questo la presenta a loro, spiegando che lei è una transessuale. Questa rivela di essere ancora innamorata dell'uomo. Franz, sul punto di scoppiare per l'umiliazione, decide di andarsene, ma Anna preferisce rimanere ancora un po'. Léopold in realtà mira a divertirsi tutti e quattro insieme; Anna e Vera, molto eccitate, obbediscono ai suoi ordini, mentre al contrario Franz è disgustato. Léopold cerca di convincerlo dicendogli di non aver bisogno di lui e che, al contrario, è Franz ad aver bisogno di un amante come Léopold. Quando i tre vanno in camera da letto, Franz è inizialmente in procinto di seguirli, ma cambia velocemente idea, fantasticando di uccidere Léopold; nella stanza, Vera si rende conto che Léopold e Anna non hanno bisogno di lei e decide di andarsene.
Quando si sposta nell'altra stanza, vede Franz sul pavimento in preda ad una crisi di pianto; così gli spiega che lei è una creatura di Léopold, e di aver fatto l'operazione solo per compiacerlo, ma che non era bastato e che lui aveva deciso di lasciarla comunque. Franz le dice che è ancora bella, e lei gli suggerisce di provare a fare l'amore tra loro due. Franz risponde che ormai è troppo tardi, e le racconta di aver preso del veleno, di essere per questo sul punto di morire e di essere stato anch'egli una creatura di Lèopold.
Così, Franz muore di fronte alla donna; quando questa racconta il fatto a Léopold, questi inizialmente non ci crede, ma poi non sembra troppo sconfortato. Anna, al contrario, è scioccata, in quanto vede tutti i suoi sogni andare in fumo all'improvviso, ma Léopold le dice di tornare nel letto, e lei obbedisce. Léopold dice anche a Vera di tornare a letto, con la solita storiella che, anche se lui non ha bisogno di lei, lei ne ha di lui.

## Riconoscimenti
- 2000 - Festival internazionale del cinema di Berlino
  - Teddy Award al miglior lungometraggio